# 빅토르 코미사르제프스키
빅토르 코미사르제프스키(러시아어: Виктор Григорьевич Комиссаржевский, 1912년 ~ 1981년)는 러시아의 배우이자 연출가다.
1934년부터 배우로 프메료프 연구극장에 속하였고, 1941년부터는 연출가로서 활동했다. 엘모로바 극장 수석 연출가였으며 연극 평론가로서도 알려져 있다.